# 唇-硬腭音
唇-硬腭音（英語：Labio-palatalization）是一种唇和硬腭同时发音的语音。通常像[y]一样圆唇，但不像[u]那样突出。它在国际音标中的符号是⟨ᶣ⟩，就是上标的濁圓唇硬腭近音符号⟨ɥ⟩。一些唇化的辅音在实际上可能读成腭化的辅音⟨ʷ⟩，如阿布哈兹语的[ɕʷ]读成[ɕᶣ]，阿肯语的[ɲʷ]读成[ɲᶣ]。
浊圆唇硬腭近音[ɥ]出现在汉语普通话和法语，但不常见，就像通常依靠[ø]和[y]那样的前圆唇元音的方式那样。然而，唇硬腭近音和唇硬腭辅音有时出现在没有前圆唇元音的高加索地区西部非洲的语言，:92, 292如阿布哈兹语，以及/i/之前的唇音的同位异音，包括契维语语言名称（Twi）开头的[tɕᶣ]。俄语中/o/和/u/会触发任何上述的辅音的唇音，包括了腭化的辅音，因此读作[nᶣos]。
雅依语有清圆唇软腭近音/ɥ̊/。

## 唇硬腭化辅音
真正协同发音的唇硬腭化辅音诸如[c͡p, ɟ͡b, ɲ͡m]理论上是可能的。:7–8然而世界上的语言中最接近的语音是新几内亚地区耶里多涅語的齿龈后音，有时被认为是唇腭音。